# Dociostaurus turbatus
Dociostaurus turbatus är en insektsart som först beskrevs av Walker, F. 1871.  Dociostaurus turbatus ingår i släktet Dociostaurus och familjen gräshoppor. Inga underarter finns listade i Catalogue of Life.